# Vespa (poeta)

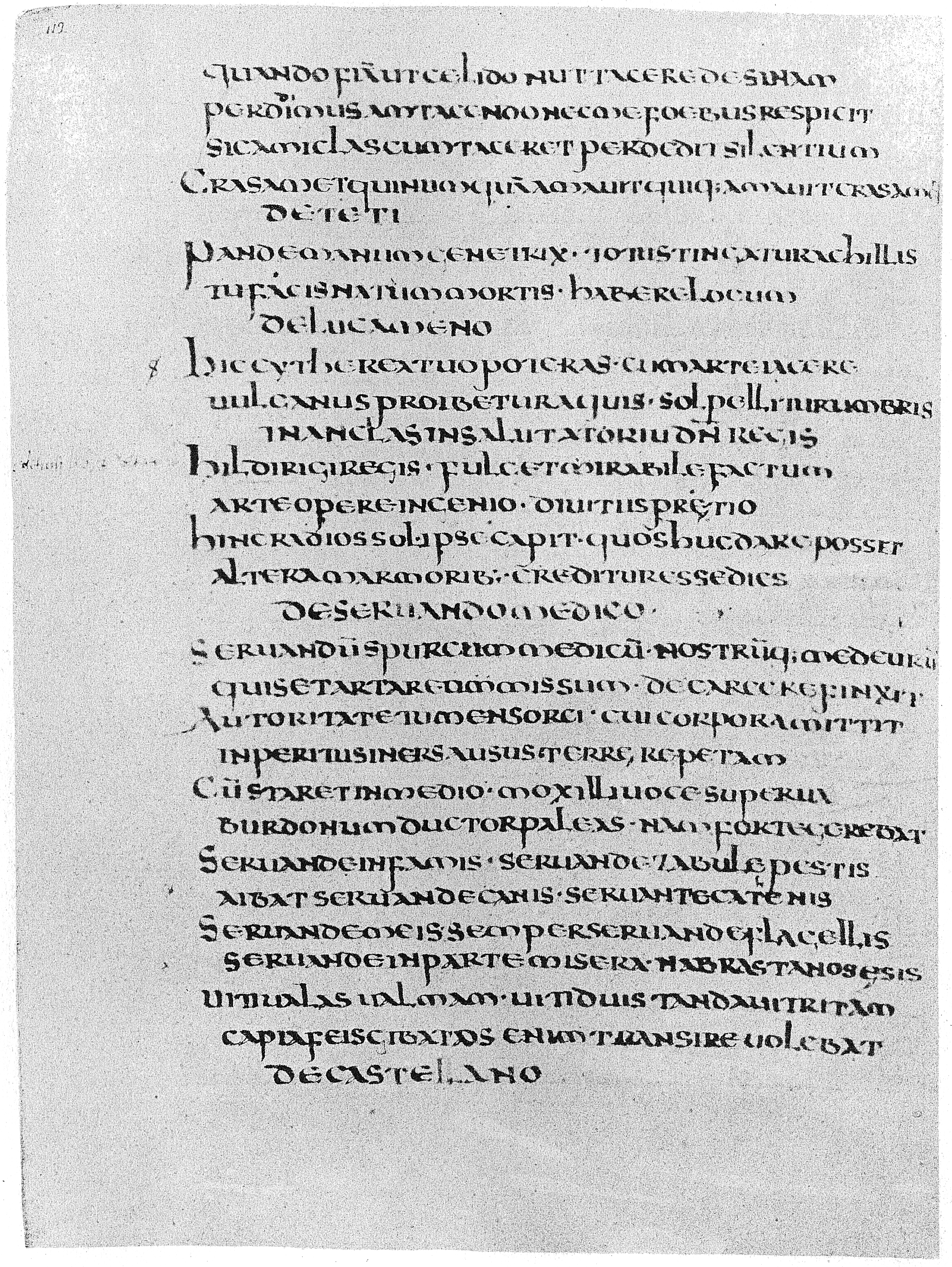
Pagina del codice Salmasianus, principale “testimonio” dell'Anthologia Latina in cui è il carme di Vespa

Vespa (in latino Vespa; III secolo – IV secolo) è stato un poeta romano.

## Biografia
(Vespa, Iudicium, vv. 5-6 - trad. A. D'Andria)
Vespa, come ci informa lui stesso, era esperto nel genere retorico delle controversiae, quindi un retore, e girava di città in città tenendo conferenze a pagamento, nel tipico stile della Seconda Sofistica. In base alla lingua, dovrebbe essere stato attivo tra il III e il IV secolo

## Iudicium coci et pistoris iudice Vulcano
Di lui ci rimane un Iudicium coci et pistoris iudice Vulcano, in 99 esametri e in forma di tenzone. 
L'intento del componimento è, comunque, più che altro scherzoso. Infatti, in questo carme Vespa fa abilmente della satira sul suo stesso mestiere di conferenziere, mostrando i due protagonisti intenti a sostenere le rispettive tesi con sottili argomentazioni mitologiche e filosofiche, ma anche con riferimenti a gustosissime creazioni culinarieː in tal modo, questa poesia si configura come una breve controversia retorica in versi.